# Vecihi Hürkuş
Vecihi Hürkuş   (Istanbul, 6 de gener de 1896 - Gülhane Training and Research Hospital, 16 de juliol de 1969) fou un aviador militar i civil, enginyer i empresari turc. El seu cognom, escollit per ell, significa ocell lliure en turc.

## Carrera

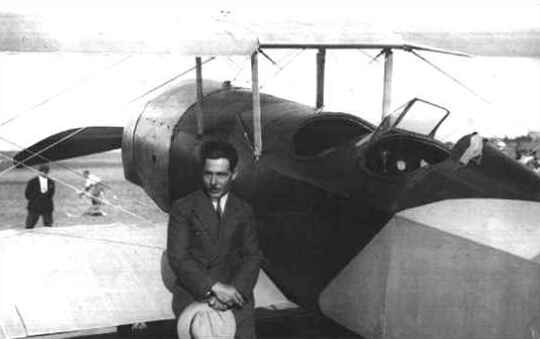
Vecihi Hürkuş com a industrialista productor d'avionetes

Lluita com a petit oficial en l'Exèrcit otomà durant la Primera Guerra Mundial. Participa en la Guerra d'Alliberament Nacional turca en el front occidental com a aviador. Després de la guerra es dedica a l'aviació, tant en la producció d'avionetes com fundant una escola de vol a Kalamış, un barri de Kadıköy, a Istanbul el 1932. Entre els primers 12 alumnes, dos d'ells dones, en destaca Bedriye Tahir, la primera aviadora turca.

## Reconeixement i llegat

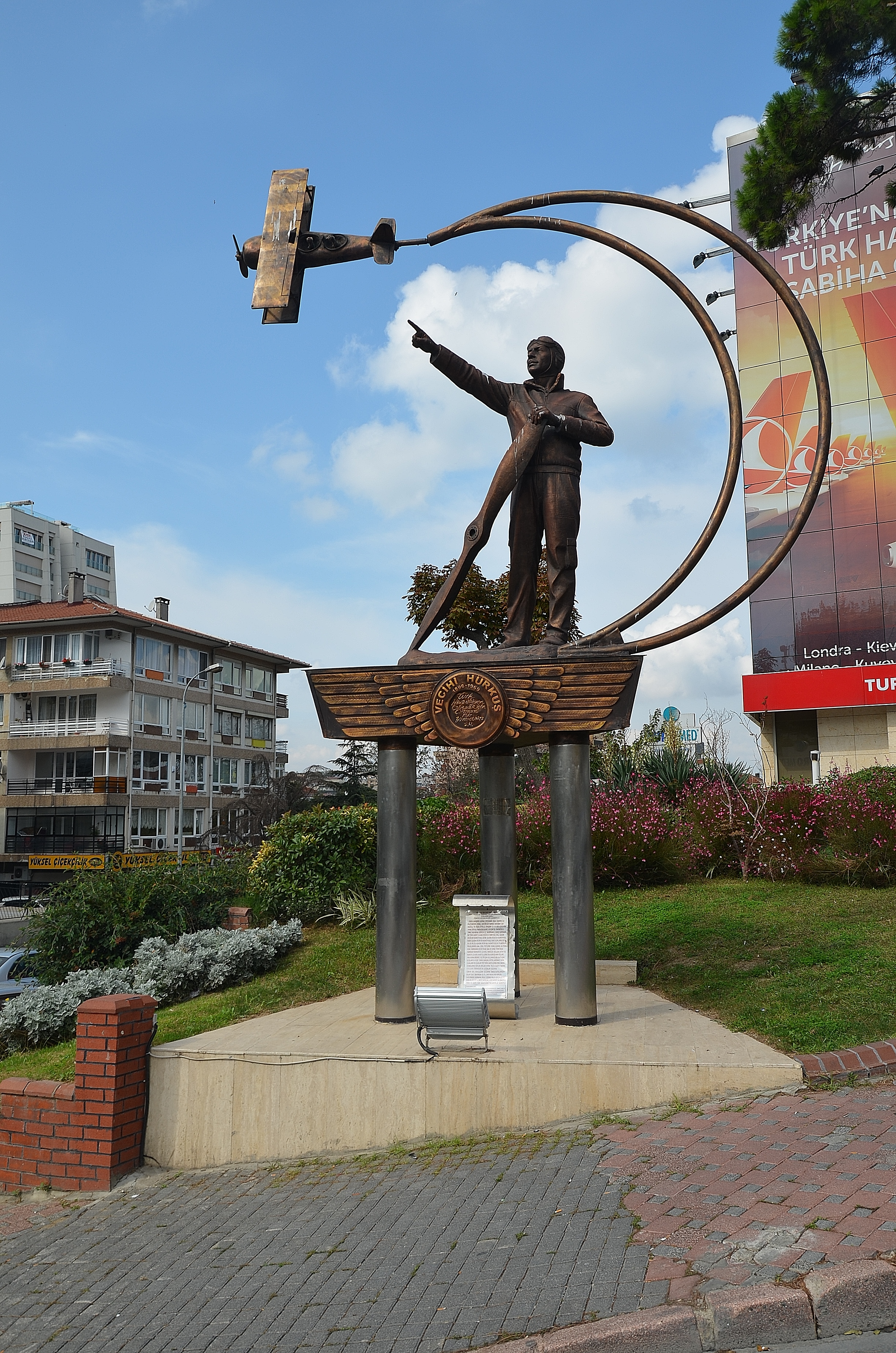
Estàtua a Vecihi Hürkuş en Kadıköy, Istanbul, al costat de Turkish Airlines i molt prop d'on tenia la seva escola d'aviació.

Després de la Guerra d'Alliberament, la Gran Assemblea Nacional de Turquia (el parlament turc) li va atorgar la Medalla d'İstiklal (medalla d'independència) amb cinta vermella, com als altres que van participar en combat.
El nom Hürkuş es va anomenar en honor seu un avió d'entrenament turc desenvolupat per TAI (Turkish Aerospace Industries, Inc.) en la dècada del 2000.